# سلاق تاج محمد
سلاق تاج محمد (بالفارسية: سلاق تاج‌محمد) هي قرية تقع في غلستان في إيران. يقدر عدد سكانها بـ 397 نسمة .